# Olaf Kölzig

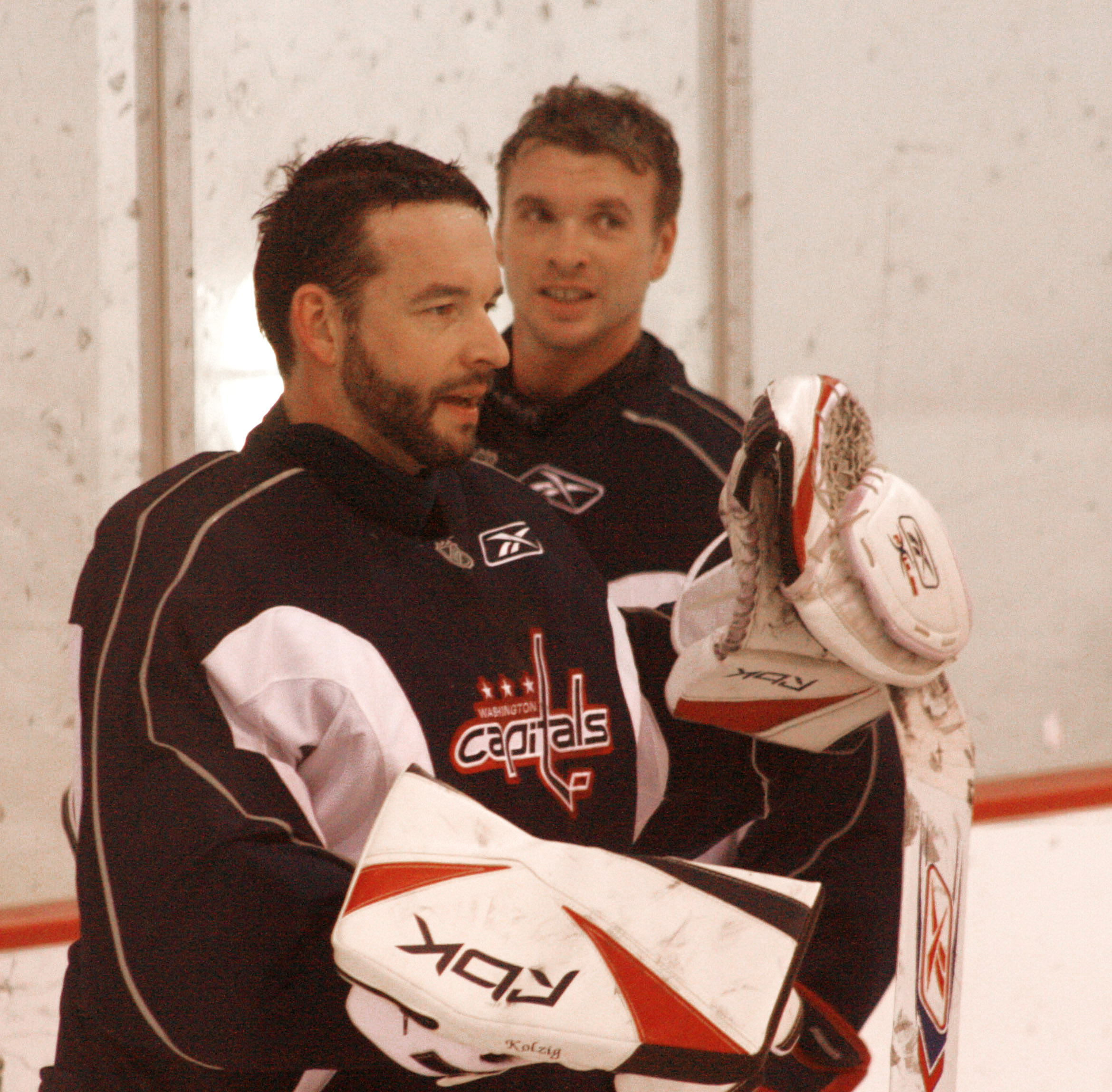
Olaf Kölzig och Brent Johnson

Olaf Kölzig, född 6 april 1970 i Johannesburg, är en tysk före detta professionell ishockeymålvakt som spelade för Washington Capitals och Tampa Bay Lightning i NHL.
Kölzig spelade över 700 grundseriematcher i NHL för Washington Capitals. 1999–00 vann han Vezina Trophy som är ett årligt pris som delas ut till NHL:s bäste målvakt. 1997–98 nådde Kölzig och Capitals final i Stanley Cup där man förlorade i fyra raka matcher mot Detroit Red Wings.
Internationellt spelade Kölzig för Tyskland i OS 1998 och 2006, World Cup 1996 och 2004, och i VM 1997 och 2004.